# 監護征賦制

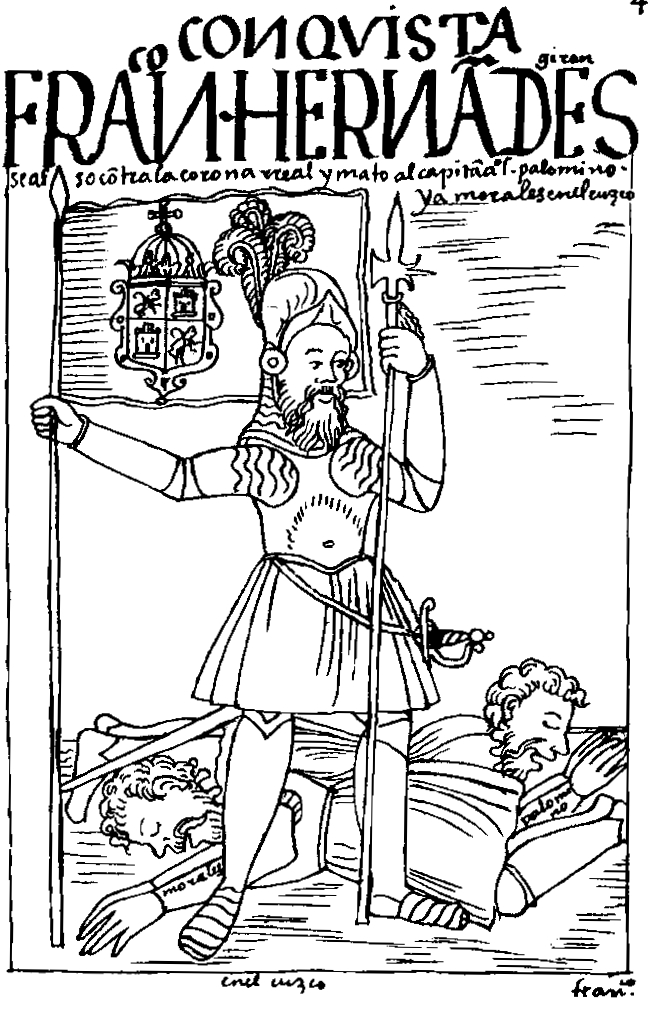
法蘭西斯可·艾南德斯·吉隆是秘魯總督轄區一名於1553年反對西印度群島新法的西班牙監護者。一系列新法在1542年通過，賦予原住民實質的權力，保護他們不受虐待。畫由古曼·波瑪·德阿亞拉所繪。

監護征賦制（西班牙語：Encomienda），直譯為委任制度，是一種依賴體系，最初出現在羅馬帝國統治下的西班牙，武力強大的人保護武力弱小的人，以換取他們的服務。後來西班牙王室在菲律賓和美洲進行殖民活動時用該制度管理和統治印第安人或當地原居民。
在監護征賦制下，西班牙王室授予個人特定數量的印第安人征賦權，并要求對這些印第安人負責。理論上而言，得到授予的人需要保護自己管轄的印第安人免遭戰亂部落的侵害，並要向他們傳授西班牙語和天主教信仰：作為回報，他們可以要求印第安人為他們勞動，收集金銀，或其他物品。實際上，監護征賦制和奴隸制別無兩樣。許多印第安人被迫去做高強度的勞動，如果反抗的話，將會面臨極其殘酷的懲罰甚至是死亡。
舉例說明，在之前的印加帝國，這種體制甚至在印加傳統文化中都有體現，即以體力勞動作為要繳納的貢金。

## 歷史
從詞源學角度講，監護征賦制（encomienda）來源於西班牙語動詞encomendar，意思是“予以委託”。它建立在收復失地運動體制的基礎上，即西班牙貴族們在自己征服或定居下來的地區有權利向穆斯林或農民索要貢金。但監護征賦制與半島體制有所區別，這些負責監護的人並不擁有這些土著生活著的土地。這個體制並沒有將土地使用權轉讓給監護人；印第安人保留著他們的財產。他們的這份權利被王室保護，因為自征服新大陸一開始，新土地的行政管理權就歸王室所有。監護征賦制直到1720年才被廢除，但在此很早之前就已經失去了效益。在許多地區，它已經被其他的勞動形式所取代。還有一些地區，這種准封建體制仍然存在。例如，在墨西哥，這種體制直到墨西哥革命之後才得以廢除，取而代之的是合作農場的合法形式。

## 監護者
這些被授予監護征賦權的人通常是西班牙征服者或是士兵，但也可以是女人或者是土著中的貴族階級。例如，多納-瑪麗娜和蒙特祖瑪的女兒都被授予大量的監護征賦權作為嫁妝。在被征服後，印加帝國的傀儡統治者也得到了一定的監護征賦權。在監護征賦制下，作為受託人的被監護者，成為了「印第安人的定義地位」：這些人是自由人，也非奴隸或是農奴。西班牙征服者被授予在自己征服的土地上對土著人民實施監護征賦的權利。這一體制成為了西班牙統治者維繫鞏固北美，中美，南美殖民區主要政策，因為這也是這片疾病，混亂之地上第一個主要的管理法律。雖然定居下來的征服者們深知印第安主人們的怒火，但探索者，修道士可不知道。起初，監護征賦制的創立是為了滿足加勒比海地區早期農耕經濟的要求，隨後它發展為迎合秘魯和上秘魯地區的礦產經濟。這一體制自16世紀早期一直持續到17世紀。
在菲律賓，當地的貴族(達圖)們通過費利佩二世製定的法律，在1594年6月11日得到了監護征賦權。在西班牙官員監督下他們通常得到大量土地的所有權，也有被賦予作勞力的家庭其中，許多土地繼續由富裕家庭擁有。

## 監護征賦制的發展

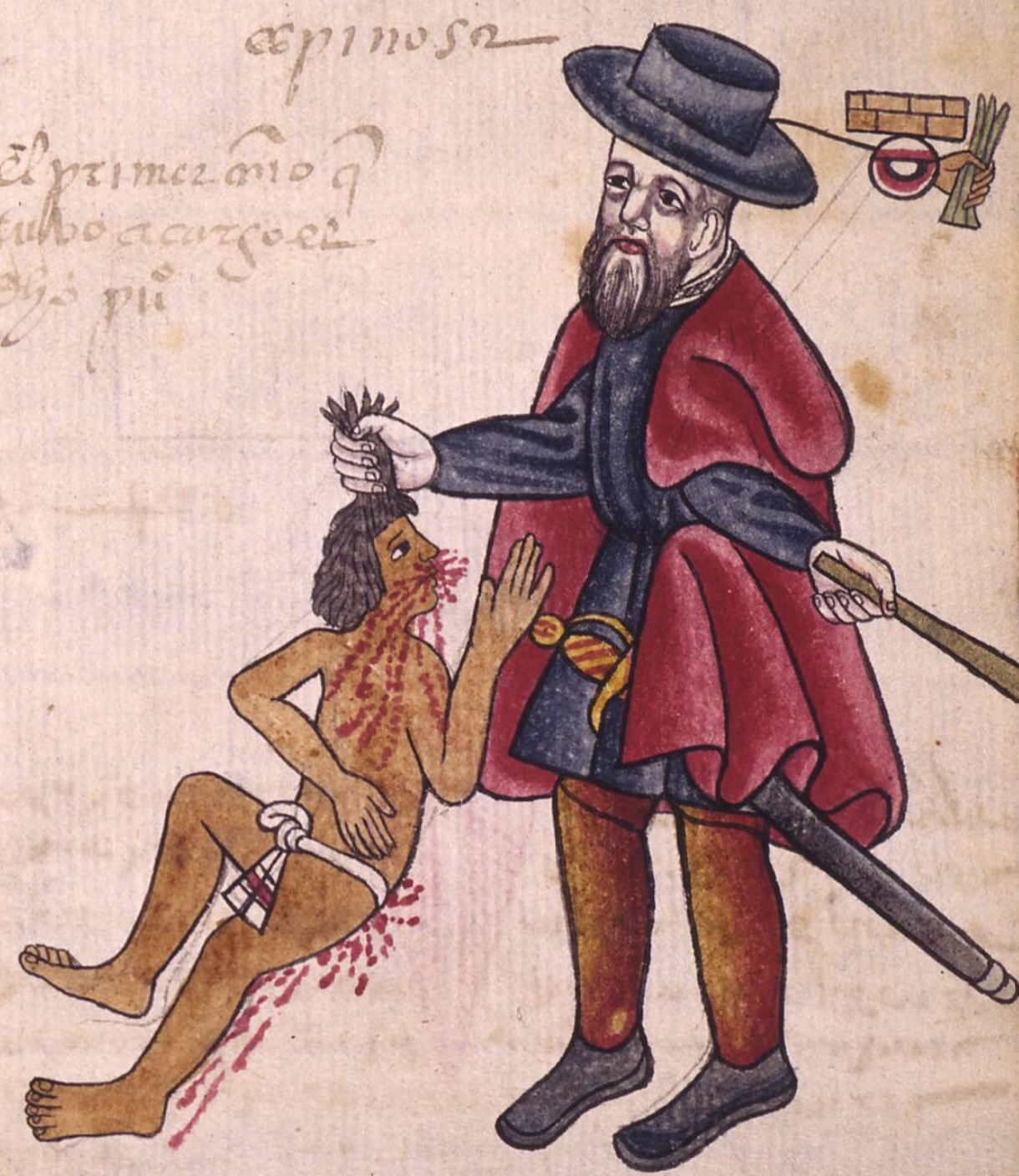
一名虐待印地安人的監護者。

1503年，西班牙王室開始授予征服者，士兵和官員以監護征賦權。西班牙王室為應對當地人口減少，組織將土著分成一定人口的單位，每個單位都有一個土著長官負責他所管轄地區內的人能夠按規矩勞動。監護征賦制並沒有給人們土地，但是它為定居者獲得土地帶來了方便。監護者逐漸對原屬於印第安人的土地的佔有變得習以為常，當有機會時，便會通過合法甚至是非法的手段佔有。監護征賦制起初定義，只有監護者與他的後嗣，僅兩代人可以受惠于此項被賦予的權力；實際上，這項規定並沒有實質性的約束，特別是監護者的後代對王室有所服務的話。王室為了根除這項體系，最終在1720年以法律的形式終止了監護征賦制。在此之後，所有的監護者需要為手下的勞力付工費。
監護征賦制變得十分腐敗，殘酷。在康塞普申地區，聖多明哥的北部，聖地亞哥的督護聽說了有15,000左右的人正在計劃著進行一次叛亂。聽到這個消息，這位督護抓捕了參與其中的幾個酋長，並把它們全部以絞刑處死。隨後，一名叫做Guarionex的酋長在西班牙軍隊到來之前在郊外領導3090人進行了一場叛亂。
起初，監護征賦的權利要在兩代後歸還給王室，但是實際上經常被忽視。在1574年，秘魯的副王Diego Lopez de Velasco經過調查總結出在美洲大陸的32,000戶西班牙家庭中，有4,000戶擁有監護權。還有1,500,000個印第安人上繳貢金，和5,000,000個被“教化”的印第安人。
“sin indios no hay Indias”（沒有印第安人就沒有印度群島）這句習語在16世紀的美洲非常流行，可見這種僕役制度的對當地經濟的重要性，甚至超過了稀有金屬及其他礦產資源。那些獲得土地的人，如果不包含一定數量的印第安人勞動力，就會開始抱怨自己得到的僅是“毫無價值的”土地而已。

## 監護征賦制的廢除
監護征賦這種制度早在1510年就開始逐漸衰落，多米尼加的傳道士開始向西班牙殖民地人民宣揚廢除這種制度。印第安人和執行這項制度的人之間有過爭鋒相對的情況，一名叫做Valenzuela的人和當地酋長Enriquillo分別代表了兩個地位的權益。1538年，西班牙國王卡洛斯一世認識到了泰諾族叛亂的嚴重性并頒布了相關政策欲消除印第安人的問題。隨後王室又頒布了布爾戈斯法（1512-13），西印度群島新法（1542），但最終都失敗了，因為這些法律實際上對當權者有利。
伊斯帕尼奧拉島的神父和前任監護者巴托洛梅·德拉斯·卡薩斯在看到印第安人受到的虐待後，有了相當大的轉變。他們盡畢生精力為廢除監護征賦制寫書宣講，這種制度實際上奴役了新大陸的原住民。拉斯·卡薩斯參與了一場有關廢制的重要辯論，並推行新法，結束監護征賦制。但布爾戈斯法和西印度群島新法在殖民地人民的強烈反對下失敗了，在秘魯副王的執行下，新法執行被推遲，因為當第一任副王Blasco Núñez Vela想要執行該法時，許多監護者拒絕服從甚至引起叛亂以抗Núñez Vela。
然而，監護征賦制逐漸的被西班牙王室推行的分派勞役制取代。與監護征賦制相同的事，新的分派勞役制並沒有將土地分發給個人，除了當地的工作人員，所有的土地直接附屬于王室，而王室通過指派的王室官員來管理，而這些官員通常只工作幾週。分派勞役制的目的在於「降低強制性勞動的泛濫」。
監護征賦制很大程度上基於監護者的種族身份。例如，梅斯蒂索人禁止被奴役。這使許多印第安人故意謊稱自己的種族身份來躲避被奴役，或是通過與不同種族的人通婚，特別是西班牙人和克裡奧爾人。通過這種方式，監護征賦制在一定程度上弱化了美洲印第安人的種族身份和種族特性。

## 引用
1. ↑  . Encyclopædia Britannica Online. 2008年9月26日.
2. ↑  Anderson, Dr. Eric A.  (PDF). 奎松市: Journal of Asian Studies. 1976: 27–32  [2016-03-18]. （原始内容存档 (PDF)于2013-10-02）.
3. ↑  David M. Traboulay. . : 44  [2010年7月10日]. （原始内容存档于2020年7月25日）.
4. ↑  Benjamin Keen, Bartolome de las Casas in history: toward an understanding of the man and his work. (DeKalb: 北伊利諾大學，1971年), 364–365.